# Mistrzostwa Litwy w piłce siatkowej mężczyzn (2022/2023)
Mistrzostwa Litwy w piłce siatkowej mężczyzn 2022/2023 (oficjalna nazwa: TOP SPORT Lietuvos vyrų tinklinio čempionatas 2022/2023) – 82. sezon rozgrywek o mistrzostwo Litwy (wliczając mistrzostwa Kowna oraz mistrzostwa Litewskiej SRR) zorganizowany przez Litewski Związek Piłki Siatkowej (lit. Lietuvos tinklinio federacija, LTF).  Za jego przebieg odpowiadała Kowieńska Amatorska Liga Piłki Siatkowej (Kauno tinklinio mėgėjų lyga, KTML). Zainaugurowany został 22 października 2022 roku.
W sezonie 2022/2023 mistrzostwa Litwy odbywały się na dwóch poziomach: w grupie A i w grupie B. Grupa A stanowiła pierwszy poziom rozgrywkowy, natomiast grupa B zastąpiła dotychczasową I ligę.
W grupie A mistrzostw Litwy uczestniczyło pięć drużyn. Do najwyższej klasy rozgrywkowej awansował Etovis Kelmė, który zajął 1. miejsce w I lidze w sezonie 2021/2022. Rozgrywki składały się z fazy zasadniczej oraz fazy play-off. W fazie zasadniczej drużyny rozegrały między sobą po trzy spotkania. W fazie play-off do drużyn z grupy A dołączyły trzy najlepsze zespoły fazy zasadniczej grupy B. Faza play-off obejmowała ćwierćfinały, półfinały, mecz o 3. miejsce i finał.
W grupie B mistrzostw Litwy brało udział sześć drużyn. W fazie zasadniczej rozegrały między sobą po trzy spotkania. Cztery najlepsze zespoły awansowały do półfinałów. W półfinałach rywalizacja toczyła się w parach do dwóch zwycięstw. Przegrani półfinałów rozegrali mecz o 3. miejsce, natomiast zwycięzcy walczyli o mistrzostwo w finale.
Finały i mecze o 3. miejsce zarówno grupy A, jak i grupy B odbyły się 1 kwietnia 2023 roku w hali sportowej szkoły dla dorosłych i młodzieży w Olicie (Alytaus suaugusiųjų ir jaunimo mokykla). Po raz czwarty mistrzem litwy został klub Elga-Grafaitė-SC Dubysa, który w finale pokonał Amber-Arlanga Gorżdy. Brązowe medale zdobyli zawodnicy Etovis Kelmė.
W grupie B zwyciężył Amber Gorżdy 2, drugie miejsce zajął Lušis Volley Rosienie, natomiast trzecie – Alytaus Ultra.

## System rozgrywek
Mistrzostwa Litwy w sezonie 2022/2023 rozgrywane były na dwóch poziomach. Pierwszy poziom rozgrywkowy stanowiła grupa A, natomiast drugi – grupa B.

### Mistrzostwa Litwy – grupa A
Mistrzostwa Litwy w grupie A składały się z fazy zasadniczej oraz fazy play-off.
Faza zasadnicza

W fazie zasadniczej pięć drużyn rozegrało między sobą po trzy spotkania. Dwie pierwsze rundy odbywały się systemem kołowym (mecz u siebie i rewanż na wyjeździe). Gospodarzem trzeciego meczu był zespół, który miał lepszy bilans z drużyną przeciwną.
Miejsce zajęte w fazie zasadniczej decydowało o rozstawieniu w fazie play-off.
Faza play-off

Faza play-off składała się z ćwierćfinałów, półfinałów, meczu o 3. miejsce oraz finału. Uczestniczyły w niej wszystkie drużyny z grupy A oraz trzy najlepsze zespoły fazy zasadniczej grupy B.
Ćwierćfinałowe pary utworzone zostały zgodnie z poniższym kluczem:
- para 1: A1–B3;
- para 2: A4–A5;
- para 3: A2–B2;
- para 4: A3–B1.

Rywalizacja w parach toczyła się do dwóch zwycięstw ze zmianą gospodarza po każdym meczu. Gospodarzem pierwszego spotkania była drużyna wyżej rozstawiona.
Pary półfinałowe utworzyli:
- para 1: zwycięzca w ćwierćfinałowej parze 1 – zwycięzca w ćwierćfinałowej parze 2;
- para 2: zwycięzca w ćwierćfinałowej parze 3 – zwycięzca w ćwierćfinałowej parze 4.

Rywalizacja w parach toczyła się na zasadach analogicznych co w ćwierćfinałach. Zwycięzcy w parach rozegrali jeden mecz finałowy, natomiast przegrani walczyli o 3. miejsce. Zarówno finał, jak i mecz o 3. miejsce odbyły się na neutralnym terenie.

### Mistrzostwa Litwy – grupa B
Mistrzostwa Litwy w grupie B składały się z fazy zasadniczej oraz fazy play-off.
Faza zasadnicza

W fazie zasadniczej sześć drużyn rozegrało między sobą po trzy spotkania. Dwie pierwsze rundy odbywały się systemem kołowym (mecz u siebie i rewanż na wyjeździe). Gospodarzem trzeciego meczu był zespół, który miał lepszy bilans z drużyną przeciwną.
Cztery najlepsze zespoły awansowały do fazy play-off.
Faza play-off

Faza play-off składała się z półfinałów, meczu o 3. miejsce i finału.
Pary półfinałowe powstały na podstawie miejsc zajętych przez poszczególne drużyny w fazie zasadniczej zgodnie z kluczem: 1–4; 2–3. Rywalizacja w półfinałach toczyła się do dwóch zwycięstw. Co do zasady gospodarzem pierwszego meczu była drużyna, która w fazie zasadniczej zajęła niższe miejsce, natomiast drugiego i trzeciego – ta, która w fazie zasadniczej zajęła wyższe miejsce, chyba że zespoły ustaliły inną kolejność.
Zwycięzcy półfinałów rozegrali jeden mecz finałowy, natomiast przegrani walczyli o 3. miejsce. Zarówno finał, jak i mecz o 3. miejsce odbyły się na neutralnym terenie.

## Drużyny uczestniczące
| | Mistrzostwa Litwy 2022/2023 – grupa A |   |
| --- | ------------------------------------- | - |
| AMB | Amber-Arlanga Gorżdy                  | 1 |
| SŪD | Sūduva Mariampol                      | 2 |
| ELG | Elga-Grafaitė-SC Dubysa               | 4 |
| VU | Vilniaus universitetas                | 5 |
| | Awans z I ligi                        |   |
| ETV | Etovis Kelmė                          | 1 |
| Oznaczenia: - kolumna pierwsza – skróty nazw drużyn wpisane na mapie (jeśli ta została zamieszczona), - kolumna trzecia – miejsce zajęte przez daną drużynę w poprzednim sezonie. |                                       |   |

Uwaga: W fazie play-off uczestniczyły także trzy najlepsze zespoły fazy zasadniczej grupy B, tj.: Amber Gorżdy 2, Lušis Volley Rosienie oraz 	Alytaus Ultra.

## Hale sportowe
| Klub                        | Hala sportowa                               | Adres                               | Miejscowość |       |
| --------------------------- | ------------------------------------------- | ----------------------------------- | ----------- | ----- |
| Mistrzostwa Litwy – grupa A |                                             |                                     |             |       |
| Amber-Arlanga Gorżdy        | Policijos sporto salė                       | Gamyklos g. 33 Gargždai, LT-96155   | Gorżdy      |       |
| Elga-Grafaitė-SC Dubysa     | Šiaulių sporto centras "Dubysa"             | Gumbinės g. 18A Šiauliai, LT-77166  | Szawle      |       |
| Etovis Kelmė                | Kelmės sporto centras                       | J. Janonio g. 11F Kelmė, LT-86122   | Kielmy      |       |
| Vilniaus universitetas      | VU Sveikatos ir sporto centras              | Saulėtekio al. 2 Vilnius, LT-10222  | Wilno       |       |
| Sūduva Mariampol            | Marijampolės sporto centro sporto salė      | Gamyklų g. 1 Marijampolė, LT-68108  | Mariampol   |       |
| Sūduva Mariampol            | Marijampolės sporto centro sporto salė      | Vytauto g. 47 Marijampolė, LT-68291 | Mariampol   | [ a ] |
| Mistrzostwa Litwy – grupa B |                                             |                                     |             |       |
| Alytaus Ultra               | Alytaus tinklinio centras                   | Miklusėnų g. 36 Alytus, LT-62333    | Olita       |       |
| Amber Gorżdy 2              | Klaipėdos aps. VPK sporto salė              | Gamyklos g. 33 Gargždai, LT-96155   | Gorżdy      |       |
| Amber Gorżdy 2              | Klaipėdos Hermano Zudermano gimnazija       | Debreceno g. 29 Klaipėda, LT-94167  | Kłajpeda    | [ b ] |
| Amber Gorżdy 2              | Klaipėdos r. savivaldybės sporto centras    | J. Janonio g. 9 Gargždai, LT-96133  | Gorżdy      | [ c ] |
| Lušis Volley Rosienie       | Raseinių kūno kultūros ir sporto centras    | Vilniaus g. 11 Raseiniai, LT-51881  | Rosienie    |       |
| Panevėžio agrochemija-SC    | Panevėžio Raimundo Sargūno sporto gimnazija | Liepų al. 2 Panevėžys, LT-35141     | Poniewież   |       |
| RIO Kowno                   | Kauno sporto mokykla "Startas"              | Miško g. 3 Kaunas, LT-44321         | Kowno       |       |
| RIO Kowno                   | RIO sporto arena                            | Kaunakiemio g. 5 Kaunas, LT-44351   | Kowno       | [ d ] |
| Sostinės tauras             | Sporto mokykla Tauras                       | Žygio g. 46 Vilnius, LT-08232       | Wilno       |       |

## Mistrzostwa Litwy – grupa A

### Faza zasadnicza

#### Tabela wyników
I i II runda
| Gospodarz \ Gość1       | AMB | SŪD | ELG | VU  | ETV |
| ----------------------- | --- | --- | --- | --- | --- |
| Amber-Arlanga Gorżdy    | -   | 3:1 | 2:3 | 3:1 | 3:0 |
| Sūduva Mariampol        | 1:3 | -   | 2:3 | 3:0 | 3:0 |
| Elga-Grafaitė-SC Dubysa | 1:3 | 3:0 | -   | 3:0 | 3:2 |
| Vilniaus universitetas  | 1:3 | 1:3 | 0:3 | -   | 0:3 |
| Etovis Kelmė            | 3:0 | 0:3 | 0:3 | 1:3 | -   |

III runda
| Gospodarz \ Gość1       | AMB | SŪD | ELG | VU  | ETV |
| ----------------------- | --- | --- | --- | --- | --- |
| Amber-Arlanga Gorżdy    | -   | 3:0 | 0:3 | 3:0 | 3:1 |
| Sūduva Mariampol        | -   | -   | -   | 3:0 | 1:3 |
| Elga-Grafaitė-SC Dubysa | -   | 3:0 | -   | 3:0 | 3:1 |
| Vilniaus universitetas  | -   | -   | -   | -   | -   |
| Etovis Kelmė            | -   | -   | -   | 3:0 | -   |

Źródło: LTF – Data Project (lit.)
1 Drużyna gospodarzy jest wymieniona po lewej stronie tabeli.
Kolory:
  zwycięstwo gospodarzy 3:0 lub 3:1
  zwycięstwo gospodarzy 3:2
  zwycięstwo gości 3:0 lub 3:1
  zwycięstwo gości 3:2

#### Terminarz i wyniki spotkań
| Data       | Godz. | Gospodarz               | Rezultat                                | Gość                    | Widzów |
| ---------- | ----- | ----------------------- | --------------------------------------- | ----------------------- | ------ |
| I RUNDA    |       |                         |                                         |                         |        |
| 22.10.2022 | 13:00 | Vilniaus universitetas  | 0:3 (14:25, 20:25, 11:25)               | Elga-Grafaitė-SC Dubysa | 35     |
| 23.10.2022 | 13:00 | Vilniaus universitetas  | 1:3 (16:25, 21:25, 33:31, 17:25)        | Sūduva Mariampol        | 13     |
| 23.10.2022 | 17:00 | Elga-Grafaitė-SC Dubysa | 3:2 (25:22, 18:25, 25:19, 22:25, 15:9)  | Etovis Kelmė            | bd.    |
| 29.10.2022 | 13:00 | Vilniaus universitetas  | 0:3 (18:25, 21:25, 11:25)               | Etovis Kelmė            | 14     |
| 29.10.2022 | 15:00 | Amber-Arlanga Gorżdy    | 3:1 (23:25, 25:16, 26:24, 25:22)        | Sūduva Mariampol        | 30     |
| 05.11.2022 | 14:00 | Amber-Arlanga Gorżdy    | 3:1 (24:26, 26:24, 25:22, 25:19)        | Vilniaus universitetas  | 30     |
| 05.11.2022 | 14:00 | Sūduva Mariampol        | 3:0 (25:22, 25:18, 25:20)               | Etovis Kelmė            | 52     |
| 06.11.2022 | 14:00 | Etovis Kelmė            | 3:0 (25:19, 25:13, 36:34)               | Amber-Arlanga Gorżdy    | bd.    |
| 06.11.2022 | 17:00 | Elga-Grafaitė-SC Dubysa | 3:0 (25:13, 26:24, 25:18)               | Sūduva Mariampol        | bd.    |
| 12.11.2022 | 14:00 | Amber-Arlanga Gorżdy    | 2:3 (25:17, 20:25, 25:7, 15:25, 15:17)  | Elga-Grafaitė-SC Dubysa | 48     |
| II RUNDA   |       |                         |                                         |                         |        |
| 20.11.2022 | 12:30 | Sūduva Mariampol        | 3:0 (25:10, 25:21, 25:21)               | Vilniaus universitetas  | 32     |
| 26.11.2022 | 12:30 | Sūduva Mariampol        | 1:3 (22:25, 19:25, 25:23, 19:25)        | Amber-Arlanga Gorżdy    | 62     |
| 27.11.2022 | 17:00 | Elga-Grafaitė-SC Dubysa | 3:0 (25:17, 25:16, 25:14)               | Vilniaus universitetas  | 50     |
| 03.12.2022 | 13:00 | Vilniaus universitetas  | 1:3 (26:28, 25:23, 17:25, 19:25)        | Amber-Arlanga Gorżdy    | 12     |
| 03.12.2022 | 14:00 | Etovis Kelmė            | 0:3 (17:25, 23:25, 21:25)               | Sūduva Mariampol        | bd.    |
| 04.12.2022 | 14:00 | Etovis Kelmė            | 1:3 (25:13, 14:25, 17:25, 22:25)        | Vilniaus universitetas  | bd.    |
| 04.12.2022 | 17:00 | Elga-Grafaitė-SC Dubysa | 1:3 (25:20, 22:25, 22:25, 23:25)        | Amber-Arlanga Gorżdy    | 118    |
| 10.12.2022 | 12:30 | Sūduva Mariampol        | 2:3 (16:25, 20:25, 25:22, 44:42, 13:15) | Elga-Grafaitė-SC Dubysa | 42     |
| 10.12.2022 | 15:00 | Amber-Arlanga Gorżdy    | 3:0 (25:18, 25:18, 25:17)               | Etovis Kelmė            | 27     |
| 11.12.2022 | 14:00 | Etovis Kelmė            | 0:3 (22:25, 22:25, 19:25)               | Elga-Grafaitė-SC Dubysa | bd.    |
| III RUNDA  |       |                         |                                         |                         |        |
| 04.02.2023 | 14:00 | Amber-Arlanga Gorżdy    | 3:0 (25:18, 25:20, 25:16)               | Sūduva Mariampol        | bd.    |
| 05.02.2023 | 17:00 | Elga-Grafaitė-SC Dubysa | 3:0 (25:15, 25:15, 25:15)               | Vilniaus universitetas  | bd.    |
| 12.02.2023 | 17:00 | Elga-Grafaitė-SC Dubysa | 3:1 (25:19, 21:25, 30:28, 25:23)        | Etovis Kelmė            | bd.    |
| 18.02.2023 | 15:00 | Amber-Arlanga Gorżdy    | 0:3 (23:25, 23:25, 22:25)               | Elga-Grafaitė-SC Dubysa | 40     |
| 19.02.2023 | 14:00 | Etovis Kelmė            | 3:0 (25:15, 25:12, 27:25)               | Vilniaus universitetas  | bd.    |
| 25.02.2023 | 14:00 | Amber-Arlanga Gorżdy    | 3:1 (25:16, 25:20, 23:25, 25:18)        | Etovis Kelmė            | 50     |
| 25.02.2023 | 18:00 | Sūduva Mariampol        | 3:0 (25:19, 25:22, 25:17)               | Vilniaus universitetas  | 48     |
| 26.02.2023 | 17:00 | Elga-Grafaitė-SC Dubysa | 3:0 (25:16, 25:15, 25:22)               | Sūduva Mariampol        | bd.    |
| 03.03.2023 | 20:00 | Sūduva Mariampol        | 1:3 (20:25, 15:25, 25:20, 22:25)        | Etovis Kelmė            | bd.    |
| 04.03.2023 | 14:00 | Amber-Arlanga Gorżdy    | 3:0 (25:16, 25:17, 25:19)               | Vilniaus universitetas  | 24     |

#### Tabela
| Lp. | Drużyna                 | Pkt | Mecze | Mecze | Mecze | Rodzaj wyniku | Rodzaj wyniku | Rodzaj wyniku | Rodzaj wyniku | Rodzaj wyniku | Rodzaj wyniku | Sety | Sety | Sety  | Małe punkty | Małe punkty | Małe punkty |
| Lp. | Drużyna                 | Pkt | M     | W     | P     | 3:0           | 3:1           | 3:2           | 2:3           | 1:3           | 0:3           | wyg. | prz. | stos. | zdob.       | str.        | stos.       |
| --- | ----------------------- | --- | ----- | ----- | ----- | ------------- | ------------- | ------------- | ------------- | ------------- | ------------- | ---- | ---- | ----- | ----------- | ----------- | ----------- |
| 1   | Elga-Grafaitė-SC Dubysa | 30  | 12    | 11    | 1     | 7             | 1             | 3             | 0             | 1             | 0             | 34   | 10   | 3.4   | 1044        | 884         | 1.181       |
| 2   | Amber-Arlanga Gorżdy    | 28  | 12    | 9     | 3     | 3             | 6             | 0             | 1             | 0             | 2             | 29   | 15   | 1.933 | 1050        | 932         | 1.127       |
| 3   | Sūduva Mariampol        | 16  | 12    | 5     | 7     | 4             | 1             | 0             | 1             | 3             | 3             | 20   | 22   | 0.909 | 940         | 965         | 0.974       |
| 4   | Etovis Kelmė            | 13  | 12    | 4     | 8     | 3             | 1             | 0             | 1             | 3             | 4             | 17   | 25   | 0.68  | 922         | 942         | 0.979       |
| 5   | Vilniaus universitetas  | 3   | 12    | 1     | 11    | 0             | 1             | 0             | 0             | 3             | 8             | 6    | 34   | 0.176 | 754         | 987         | 0.764       |

Źródło: LTF – Data Project (lit.)
Punktacja: 3:0 i 3:1 – 3 pkt; 3:2 – 2 pkt; 2:3 – 1 pkt; 1:3 i 0:3 – 0 pkt
Zasady ustalania kolejności: 1. liczba punktów; 2. liczba zwycięstw; 3. stosunek setów; 4. stosunek małych punktów; 5. bilans w bezpośrednich meczach

### Faza play-off

#### Drabinka
|  |              |                         |              |                      |              |   |    |                         |           |           |                  |                   |                   |                   |       |       |       |
|  | Ćwierćfinały | Ćwierćfinały            | Ćwierćfinały | Ćwierćfinały         | Ćwierćfinały |   |    | Półfinały               | Półfinały | Półfinały | Półfinały        | Półfinały         |                   |                   | Finał | Finał | Finał |
|  | Ćwierćfinały | Ćwierćfinały            | Ćwierćfinały | Ćwierćfinały         | Ćwierćfinały |   |    | Półfinały               | Półfinały | Półfinały | Półfinały        | Półfinały         |                   |                   | Finał | Finał | Finał |
|  |              |                         |              |                      |              |   |    |                         |           |           |                  |                   |                   |                   |       |       |       |
|  |              |                         |              |                      |              |   |    |                         |           |           |                  |                   |                   |                   |       |       |       |
|  | A1           | Elga-Grafaitė-SC Dubysa | 3            | 3                    |              |   |    |                         |           |           |                  |                   |                   |                   |       |       |       |
|  | A1           | Elga-Grafaitė-SC Dubysa | 3            | 3                    |              |   |    |                         |           |           |                  |                   |                   |                   |       |       |       |
|  | B3           | Alytaus Ultra           | 1            | 0                    |              |   |    |                         |           |           |                  |                   |                   |                   |       |       |       |
|  | B3           | Alytaus Ultra           | 1            | 0                    |              |   | A1 | Elga-Grafaitė-SC Dubysa | 3         | 3         |                  |                   |                   |                   |       |       |       |
|  |              |                         |              |                      |              |   | A1 | Elga-Grafaitė-SC Dubysa | 3         | 3         |                  |                   |                   |                   |       |       |       |
|  |              |                         | A4           | Etovis Kelmė         | 1            | 1 |    |                         |           |           |                  |                   |                   |                   |       |       |       |
|  | A4           | Etovis Kelmė            | A4           | Etovis Kelmė         | 1            | 1 | 3  | 3                       |           |           |                  |                   |                   |                   |       |       |       |
|  | A4           | Etovis Kelmė            |              |                      |              |   |    |                         |           |           |                  |                   |                   |                   |       |       |       |
|  | A5           | Vilniaus universitetas  | 0            | 0                    |              |   |    |                         |           |           |                  |                   |                   |                   |       |       |       |
|  | A5           | Vilniaus universitetas  | 0            | 0                    |              |   | A1 | Elga-Grafaitė-SC Dubysa | 3         |           |                  |                   |                   |                   |       |       |       |
|  |              |                         |              |                      |              |   |    |                         |           |           |                  |                   |                   |                   |       |       |       |
|  |              |                         | A2           | Amber-Arlanga Gorżdy | 2            |   |    |                         |           |           |                  |                   |                   |                   |       |       |       |
|  | A2           | Amber-Arlanga Gorżdy    | A2           | Amber-Arlanga Gorżdy | 2            | 3 | 3  |                         |           |           |                  |                   |                   |                   |       |       |       |
|  | A2           | Amber-Arlanga Gorżdy    |              |                      |              |   |    |                         |           |           |                  |                   |                   |                   |       |       |       |
|  | B2           | Lušis Volley Rosienie   | 0            | 0                    |              |   |    |                         |           |           |                  |                   |                   |                   |       |       |       |
|  | B2           | Lušis Volley Rosienie   | 0            | 0                    |              |   | A2 | Amber-Arlanga Gorżdy    | 3         | 3         |                  | Mecz o 3. miejsce | Mecz o 3. miejsce | Mecz o 3. miejsce |       |       |       |
|  |              |                         |              |                      |              |   | A2 | Amber-Arlanga Gorżdy    | 3         | 3         |                  | Mecz o 3. miejsce | Mecz o 3. miejsce | Mecz o 3. miejsce |       |       |       |
|  |              |                         | A3           | Sūduva Mariampol     | 1            | 1 |    |                         |           |           |                  |                   |                   |                   |       |       |       |
|  | A3           | Sūduva Mariampol        | A3           | Sūduva Mariampol     | 1            | 1 | 3  | 3                       |           |           |                  |                   |                   |                   |       |       |       |
|  | A3           | Sūduva Mariampol        |              |                      |              |   |    |                         |           | A3        | Sūduva Mariampol | 0                 |                   |                   |       |       |       |
|  | B1           | Amber Gorżdy 2          | 1            | 1                    |              |   |    |                         |           | A3        | Sūduva Mariampol | 0                 |                   |                   |       |       |       |
|  | B1           | Amber Gorżdy 2          | 1            | 1                    |              |   | A4 | Etovis Kelmė            | 3         |           |                  |                   |                   |                   |       |       |       |
|  |              |                         |              |                      |              |   | A4 | Etovis Kelmė            | 3         |           |                  |                   |                   |                   |       |       |       |

#### Ćwierćfinały
(do dwóch zwycięstw)
| Data                         | Godz.                        | Gospodarz                    | Rezultat                         | Gość                        | Widzów                      |
| ---------------------------- | ---------------------------- | ---------------------------- | -------------------------------- | --------------------------- | --------------------------- |
| Elga-Grafaitė-SC Dubysa (A1) | Elga-Grafaitė-SC Dubysa (A1) | Elga-Grafaitė-SC Dubysa (A1) | 2 – 0                            | (B3) Alytaus Ultra          | (B3) Alytaus Ultra          |
| 11.03.2023                   | 17:00                        | Elga-Grafaitė-SC Dubysa      | 3:1 (25:19, 25:17, 17:25, 25:11) | Alytaus Ultra               | bd.                         |
| 12.03.2023                   | 14:00                        | Alytaus Ultra                | 0:3 (11:25, 16:25, 22:25)        | Elga-Grafaitė-SC Dubysa     | 80                          |
| Etovis Kelmė (A4)            | Etovis Kelmė (A4)            | Etovis Kelmė (A4)            | 2 – 0                            | (A5) Vilniaus universitetas | (A5) Vilniaus universitetas |
| 11.03.2023                   | 16:00                        | Etovis Kelmė                 | 3:0 (25:18, 25:18, 25:21)        | Vilniaus universitetas      | bd.                         |
| 12.03.2023                   | 16:00                        | Vilniaus universitetas       | 0:3 (18:25, 19:25, 14:25)        | Etovis Kelmė                | 40                          |
| Amber-Arlanga Gorżdy (A2)    | Amber-Arlanga Gorżdy (A2)    | Amber-Arlanga Gorżdy (A2)    | 2 – 0                            | (B2) Lušis Volley Raseiniai | (B2) Lušis Volley Raseiniai |
| 10.03.2023                   | 19:30                        | Lušis Volley Rosienie        | 0:3 (21:25, 15:25, 18:25)        | Amber-Arlanga Gorżdy        | bd.                         |
| 11.03.2023                   | 14:00                        | Amber-Arlanga Gorżdy         | 3:0 (25:19, 25:13, 25:14)        | Lušis Volley Rosienie       | bd.                         |
| Sūduva Mariampol (A3)        | Sūduva Mariampol (A3)        | Sūduva Mariampol (A3)        | 2 – 0                            | (B1) Amber Gorżdy 2         | (B1) Amber Gorżdy 2         |
| 11.03.2023                   | 13:00                        | Sūduva Mariampol             | 3:1 (26:24, 25:22, 21:25, 28:26) | Amber Gorżdy 2              | bd.                         |
| 12.03.2023                   | 15:00                        | Amber Gorżdy 2               | 1:3 (13:25, 21:25, 27:25, 9:25)  | Sūduva Mariampol            | bd.                         |

#### Półfinały
(do dwóch zwycięstw)
| Data                         | Godz.                        | Gospodarz                    | Rezultat                         | Gość                    | Widzów                |
| ---------------------------- | ---------------------------- | ---------------------------- | -------------------------------- | ----------------------- | --------------------- |
| Elga-Grafaitė-SC Dubysa (A1) | Elga-Grafaitė-SC Dubysa (A1) | Elga-Grafaitė-SC Dubysa (A1) | 2 – 0                            | (A4) Etovis Kelmė       | (A4) Etovis Kelmė     |
| 18.03.2023                   | 17:00                        | Elga-Grafaitė-SC Dubysa      | 3:1 (25:20, 29:31, 25:8, 25:14)  | Etovis Kelmė            | bd.                   |
| 19.03.2023                   | 14:00                        | Etovis Kelmė                 | 1:3 (25:20, 18:25, 20:25, 13:25) | Elga-Grafaitė-SC Dubysa | bd.                   |
| Amber-Arlanga Gorżdy (A2)    | Amber-Arlanga Gorżdy (A2)    | Amber-Arlanga Gorżdy (A2)    | 2 – 0                            | (A3) Sūduva Mariampol   | (A3) Sūduva Mariampol |
| 18.03.2023                   | 14:00                        | Amber-Arlanga Gorżdy         | 3:1 (17:25, 25:20, 25:19, 25:19) | Sūduva Mariampol        | 44                    |
| 25.03.2023                   | 14:00                        | Sūduva Mariampol             | 1:3 (23:25, 15:25, 25:19, 21:25) | Amber-Arlanga Gorżdy    | bd.                   |

#### Mecz o 3. miejsce
| Data       | Godz. | Gospodarz        | Rezultat                  | Gość         | Widzów |
| ---------- | ----- | ---------------- | ------------------------- | ------------ | ------ |
| 01.04.2023 | 16:00 | Sūduva Mariampol | 0:3 (21:25, 17:25, 15:25) | Etovis Kelmė | 130    |

#### Finał
| Data       | Godz. | Gospodarz               | Rezultat                               | Gość                 | Widzów |
| ---------- | ----- | ----------------------- | -------------------------------------- | -------------------- | ------ |
| 01.04.2023 | 19:00 | Elga-Grafaitė-SC Dubysa | 3:2 (23:25, 25:23, 25:15, 22:25, 15:9) | Amber-Arlanga Gorżdy | 400    |

### Klasyfikacja końcowa
| Poz. | Drużyna                 |
| ---- | ----------------------- |
| 1.   | Elga-Grafaitė-SC Dubysa |
| 2.   | Amber-Arlanga Gorżdy    |
| 3.   | Etovis Kelmė            |
| 4.   | Sūduva Mariampol        |
| 5.   | Vilniaus universitetas  |

### Drużyna sezonu
| Nagroda                | Zawodnik                                   |
| ---------------------- | ------------------------------------------ |
| Najlepsi przyjmujący   | Artūr Vincėlovič (Elga-Grafaitė-SC Dubysa) |
| Najlepsi przyjmujący   | Robert Juchnevič (Amber-Arlanga Gorżdy)    |
| Najlepsi środkowi      | Linas Starkutis (Amber-Arlanga Gorżdy)     |
| Najlepsi środkowi      | Tomas Rogal (Elga-Grafaitė-SC Dubysa)      |
| Najlepszy atakujący    | Arvydas Mišeikis (Elga-Grafaitė-SC Dubysa) |
| Najlepszy rozgrywający | Matas Navickas (Elga-Grafaitė-SC Dubysa)   |
| Najlepszy libero       | Gilbertas Kerpė (Etovis Kelmė)             |

## Mistrzostwa Litwy – grupa B

### Faza zasadnicza

#### Tabela wyników
| Gospodarz \ Gość1        | RIO | LUŠ | AMB-2 | PNŽ | ALY | TAU |
| ------------------------ | --- | --- | ----- | --- | --- | --- |
| RIO Kowno                |     | 0:3 | 1:3   | 2:3 | 0:3 | 2:3 |
| Lušis Volley Rosienie    | 3:0 |     | 1:3   | 3:0 | 2:3 | 3:2 |
| Amber Gorżdy 2           | 3:1 | 3:1 |       | 3:0 | 3:0 | 3:0 |
| Panevėžio agrochemija-SC | 3:2 | 3:2 | 2:3   |     | 2:3 | 0:3 |
| Alytaus Ultra            | 3:2 | 2:3 | 1:3   | 3:1 |     | 3:2 |
| Sostinės tauras          | 0:3 | 1:3 | 1:3   | 2:3 | 3:2 |     |

| Gospodarz \ Gość1        | RIO | LUŠ | AMB-2 | PNŽ | ALY | TAU |
| ------------------------ | --- | --- | ----- | --- | --- | --- |
| RIO Kowno                |     |     |       |     |     |     |
| Lušis Volley Rosienie    | 3:1 |     |       | 3:0 |     | 3:0 |
| Amber Gorżdy 2           | 3:0 | 3:2 |       | 3:0 | 3:1 | 3:0 |
| Panevėžio agrochemija-SC | 3:0 |     |       |     |     |     |
| Alytaus Ultra            | 3:1 | 3:2 |       | 3:2 |     | 3:0 |
| Sostinės tauras          | 1:3 |     |       | 1:3 |     |     |

1 Drużyna gospodarzy jest wymieniona po lewej stronie tabeli.
Kolory:
     zwycięstwo gospodarzy
     zwycięstwo gości

#### Terminarz i wyniki spotkań
| Data       | Godz. | Gospodarz                | Rezultat                                | Gość                     |
| ---------- | ----- | ------------------------ | --------------------------------------- | ------------------------ |
| I RUNDA    |       |                          |                                         |                          |
| 23.10.2022 | 12:30 | RIO Kowno                | 0:3 (28:30, 22:25, 16:25)               | Alytaus Ultra            |
| 29.10.2022 | 14:00 | Lušis Volley Rosienie    | 2:3 (18:25, 20:25, 28:26, 32:30, 11:15) | Alytaus Ultra            |
| 30.10.2022 | 14:00 | Amber Gorżdy 2           | 3:1 (25:19, 25:18, 23:25, 25:18)        | RIO Kowno                |
| 04.11.2022 | 20:30 | RIO Kowno                | 0:3 (22:25, 16:25, 20:25)               | Lušis Volley Rosienie    |
| 06.11.2022 | 14:00 | Amber Gorżdy 2           | 3:1 (25:23, 17:25, 25:23, 25:21)        | Lušis Volley Rosienie    |
| 13.11.2022 | 14:00 | Alytaus Ultra            | 1:3 (19:25, 25:21, 20:25, 27:29)        | Amber Gorżdy 2           |
| 26.11.2022 | 18:00 | Alytaus Ultra            | 3:2 (25:22, 25:22, 23:25, 23:25, 15:8)  | Sostinės tauras          |
| 03.12.2022 | 18:00 | Lušis Volley Rosienie    | 3:2 (25:15, 24:26, 25:15, 20:25, 15:9)  | Sostinės tauras          |
| 04.12.2022 | 15:00 | Amber Gorżdy 2           | 3:0 (25:18, 25:16, 25:18)               | Sostinės tauras          |
| 18.12.2022 | 13:00 | Panevėžio agrochemija-SC | 0:3 (16:25, 31:33, 16:25)               | Sostinės tauras          |
| 08.01.2023 | 20:30 | RIO Kowno                | 2:3 (25:14, 25:21, 23:25, 19:25, 9:15)  | Panevėžio agrochemija-SC |
| 15.01.2023 | 13:00 | Panevėžio agrochemija-SC | 3:2 (25:22, 23:25, 26:28, 25:23, 15:13) | Lušis Volley Rosienie    |
| 21.01.2023 | 13:00 | Panevėžio agrochemija-SC | 2:3 (25:23, 25:14, 20:25, 20:25, 10:15) | Alytaus Ultra            |
| —          | —     | Amber Gorżdy 2           | 3:0 (25:0, 25:0, 25:0)                  | Panevėžio agrochemija-SC |
| —          | —     | Sostinės tauras          | 0:3 (0:25, 0:25, 0:25)                  | RIO Kowno                |
| II RUNDA   |       |                          |                                         |                          |
| 19.11.2022 | 14:00 | Alytaus Ultra            | 3:2 (18:25, 25:18, 25:12, 23:25, 21:19) | RIO Kowno                |
| 26.11.2022 | 18:00 | Lušis Volley Rosienie    | 1:3 (25:18, 17:25, 18:25, 23:25)        | Amber Gorżdy 2           |
| 27.11.2022 | 12:30 | RIO Kowno                | 1:3 (11:25, 23:25, 25:12, 19:25)        | Amber Gorżdy 2           |
| 03.12.2022 | 16:00 | Amber Gorżdy 2           | 3:0 (25:17, 25:16, 25:23)               | Alytaus Ultra            |
| 10.12.2022 | 18:00 | Lušis Volley Rosienie    | 3:0 (25:23, 25:20, 25:22)               | RIO Kowno                |
| 14.01.2023 | 13:00 | Panevėžio agrochemija-SC | 2:3 (20:25, 25:18, 20:25, 26:24, 7:15)  | Amber Gorżdy 2           |
| 14.01.2023 | 16:00 | RIO Kowno                | 2:3 (14:25, 25:18, 22:25, 25:15, 12:15) | Sostinės tauras          |
| 21.01.2023 | 17:30 | Sostinės tauras          | 1:3 (25:22, 18:25, 18:25, 23:25)        | Lušis Volley Rosienie    |
| 22.01.2023 | 16:00 | Alytaus Ultra            | 2:3 (15:25, 26:28, 25:15, 25:23, 11:15) | Lušis Volley Rosienie    |
| 29.01.2023 | 15:00 | Panevėžio agrochemija-SC | 3:2 (23:25, 25:20, 25:21, 25:27, 15:8)  | RIO Kowno                |
| 04.02.2023 | 12:30 | Sostinės tauras          | 1:3 (25:23, 22:25, 19:25, 17:25)        | Amber Gorżdy 2           |
| 04.02.2023 | 14:00 | Lušis Volley Rosienie    | 3:0 (25:15, 25:18, 25:16)               | Panevėžio agrochemija-SC |
| 05.02.2023 | 16:30 | Sostinės tauras          | 2:3 (29:27, 23:25, 21:25, 25:13, 9:15)  | Panevėžio agrochemija-SC |
| 10.02.2023 | 16:30 | Sostinės tauras          | 3:2 (21:25, 25:20, 25:21, 15:25, 15:13) | Alytaus Ultra            |
| 11.02.2023 | 16:00 | Alytaus Ultra            | 3:1 (19:25, 25:19, 25:21, 25:10)        | Panevėžio agrochemija-SC |
| III RUNDA  |       |                          |                                         |                          |
| 05.02.2023 | 14:00 | Amber Gorżdy 2           | 3:1 (25:21, 21:25, 26:24, 25:20)        | Alytaus Ultra            |
| 05.02.2023 | 18:00 | Lušis Volley Rosienie    | 3:1 (21:25, 25:17, 25:13, 25:22)        | RIO Kowno                |
| 12.02.2023 | 16:15 | Amber Gorżdy 2           | 3:0 (26:24, 25:23, 25:21)               | Panevėžio agrochemija-SC |
| 18.02.2023 | 16:00 | Amber Gorżdy 2           | 3:0 (25:21, 25:20, 25:21)               | RIO Kowno                |
| 19.02.2023 | 16:00 | Alytaus Ultra            | 3:2 (25:22, 20:25, 25:19, 18:25, 15:9)  | Lušis Volley Rosienie    |
| 24.02.2023 | 20:00 | Alytaus Ultra            | 3:0 (25:14, 26:24, 25:20)               | Sostinės tauras          |
| 25.02.2023 | 18:30 | Sostinės tauras          | 1:3 (16:25, 22:25, 25:21, 18:25)        | RIO Kowno                |
| 25.02.2023 | 19:00 | Lušis Volley Rosienie    | 3:0 (25:17, 25:23, 25:15)               | Panevėžio agrochemija-SC |
| 26.02.2023 | 16:00 | Alytaus Ultra            | 3:1 (25:8, 27:29, 25:17, 25:21)         | RIO Kowno                |
| 26.02.2023 | 16:30 | Sostinės tauras          | 1:3 (20:25, 25:23, 22:25, 26:28)        | Panevėžio agrochemija-SC |
| 02.03.2023 | 19:00 | Amber Gorżdy 2           | 3:2 (23:25, 25:13, 15:25, 25:23, 15:6)  | Lušis Volley Rosienie    |
| 02.03.2023 | 20:30 | Alytaus Ultra            | 3:2 (25:19, 25:19, 21:25, 20:25, 15:6)  | Panevėžio agrochemija-SC |
| 05.03.2023 | 13:00 | Panevėžio agrochemija-SC | 3:0 (25:19, 27:25, 25:15)               | RIO Kowno                |
| —          | —     | Amber Gorżdy 2           | 3:0 (25:0, 25:0, 25:0)                  | Sostinės tauras          |
| —          | —     | Lušis Volley Rosienie    | 3:0 (25:0, 25:0, 25:0)                  | Sostinės tauras          |

#### Tabela
| Lp. | Drużyna                  | Pkt | Mecze | Mecze | Mecze | Rodzaj wyniku | Rodzaj wyniku | Rodzaj wyniku | Rodzaj wyniku | Rodzaj wyniku | Rodzaj wyniku | Sety | Sety | Sety  | Małe punkty | Małe punkty | Małe punkty |
| Lp. | Drużyna                  | Pkt | M     | W     | P     | 3:0           | 3:1           | 3:2           | 2:3           | 1:3           | 0:3           | wyg. | prz. | stos. | zdob.       | str.        | stos.       |
| --- | ------------------------ | --- | ----- | ----- | ----- | ------------- | ------------- | ------------- | ------------- | ------------- | ------------- | ---- | ---- | ----- | ----------- | ----------- | ----------- |
| 1   | Amber Gorżdy 2           | 43  | 15    | 15    | 0     | 6             | 7             | 2             | 0             | 0             | 0             | 45   | 11   | 4.091 | 1326        | 1025        | 1.294       |
| 2   | Lušis Volley Rosienie    | 29  | 15    | 9     | 6     | 5             | 2             | 2             | 4             | 2             | 0             | 37   | 24   | 1.542 | 1370        | 1206        | 1.136       |
| 3   | Alytaus Ultra            | 26  | 15    | 10    | 5     | 2             | 2             | 6             | 2             | 2             | 1             | 36   | 29   | 1.241 | 1450        | 1357        | 1.069       |
| 4   | Panevėžio agrochemija-SC | 17  | 15    | 6     | 9     | 1             | 1             | 4             | 3             | 1             | 5             | 25   | 36   | 0.694 | 1212        | 1365        | 0.888       |
| 5   | Sostinės tauras          | 10  | 15    | 3     | 12    | 1             | 0             | 2             | 3             | 4             | 5             | 19   | 40   | 0.475 | 1032        | 1358        | 0.76        |
| 6   | RIO Kowno                | 10  | 15    | 2     | 13    | 1             | 1             | 0             | 4             | 4             | 5             | 18   | 40   | 0.45  | 1190        | 1269        | 0.938       |

Źródło: KTML (lit.)
Punktacja: 3:0 i 3:1 – 3 pkt; 3:2 – 2 pkt; 2:3 – 1 pkt; 1:3 i 0:3 – 0 pkt
Zasady ustalania kolejności: 1. liczba punktów; 2. liczba zwycięstw; 3. stosunek setów; 4. stosunek małych punktów; 5. bilans w bezpośrednich meczach
     Faza play-off

### Faza play-off

#### Drabinka
|  |           |                          |           |                       |           |                   |   |                |       |       |
|  | Półfinały | Półfinały                | Półfinały | Półfinały             | Półfinały |                   |   | Finał          | Finał | Finał |
|  | Półfinały | Półfinały                | Półfinały | Półfinały             | Półfinały |                   |   | Finał          | Finał | Finał |
|  |           |                          |           |                       |           |                   |   |                |       |       |
|  |           |                          |           |                       |           |                   |   |                |       |       |
|  | 1         | Amber Gorżdy 2           | 3         | 3                     |           |                   |   |                |       |       |
|  | 1         | Amber Gorżdy 2           | 3         | 3                     |           |                   |   |                |       |       |
|  | 4         | Panevėžio agrochemija-SC | 1         | 1                     |           |                   |   |                |       |       |
|  | 4         | Panevėžio agrochemija-SC | 1         | 1                     |           |                   | 1 | Amber Gorżdy 2 | 3     |       |
|  |           |                          |           |                       |           |                   | 1 | Amber Gorżdy 2 | 3     |       |
|  |           |                          | 2         | Lušis Volley Rosienie | 0         |                   |   |                |       |       |
|  | 2         | Lušis Volley Rosienie    | 2         | Lušis Volley Rosienie | 0         | 3                 | 1 | 3              |       |       |
|  | 2         | Lušis Volley Rosienie    |           |                       |           |                   |   | 3              |       |       |
|  | 3         | Alytaus Ultra            | 2         | 3                     | 1         |                   |   |                |       |       |
|  | 3         | Alytaus Ultra            | 2         | 3                     | 1         | Mecz o 3. miejsce |   |                |       |       |
|  |           |                          |           |                       |           |                   |   |                |       |       |
|  |           |                          |           |                       |           |                   |   |                |       |       |
|  |           |                          |           |                       |           |                   |   |                |       |       |
|  | 3         | Alytaus Ultra            | 3         |                       |           |                   |   |                |       |       |
|  | 3         | Alytaus Ultra            | 3         |                       |           |                   |   |                |       |       |
|  | 4         | Panevėžio agrochemija-SC | 0         |                       |           |                   |   |                |       |       |
|  | 4         | Panevėžio agrochemija-SC | 0         |                       |           |                   |   |                |       |       |

#### Półfinały
(do dwóch zwycięstw)
| Data                       | Godz.                      | Gospodarz                  | Rezultat                                | Gość                         |
| -------------------------- | -------------------------- | -------------------------- | --------------------------------------- | ---------------------------- |
| Amber Gorżdy 2 (1)         | Amber Gorżdy 2 (1)         | Amber Gorżdy 2 (1)         | 2 – 0                                   | (4) Panevėžio agrochemija-SC |
| 25.03.2023                 | 13:00                      | Panevėžio agrochemija-SC   | 1:3 (22:25, 20:25, 25:18, 21:25)        | Amber Gorżdy 2               |
| 26.03.2023                 | 14:00                      | Amber Gorżdy 2             | 3:1 (15:25, 25:22, 25:22, 25:22)        | Panevėžio agrochemija-SC     |
| Lušis Volley Raseiniai (2) | Lušis Volley Raseiniai (2) | Lušis Volley Raseiniai (2) | 2 – 1                                   | (3) Alytaus Ultra            |
| 18.03.2023                 | 13:00                      | Lušis Volley Rosienie      | 3:2 (25:20, 20:25, 25:18, 25:27, 15:11) | Alytaus Ultra                |
| 19.03.2023                 | 15:00                      | Alytaus Ultra              | 3:1 (25:23, 25:21, 26:28, 25:17)        | Lušis Volley Rosienie        |
| 25.03.2023                 | 19:00                      | Lušis Volley Rosienie      | 3:1 (25:18, 25:22, 22:25, 25:14)        | Alytaus Ultra                |

#### Mecz o 3. miejsce
| Data       | Godz. | Gospodarz     | Rezultat                  | Gość                     |
| ---------- | ----- | ------------- | ------------------------- | ------------------------ |
| 01.04.2023 | 10:00 | Alytaus Ultra | 3:0 (25:19, 25:17, 25:21) | Panevėžio agrochemija-SC |

#### Finał
| Data       | Godz. | Gospodarz      | Rezultat                  | Gość                  |
| ---------- | ----- | -------------- | ------------------------- | --------------------- |
| 01.04.2023 | 13:00 | Amber Gorżdy 2 | 3:0 (25:22, 25:16, 32:30) | Lušis Volley Rosienie |

### Klasyfikacja końcowa
| Poz. | Drużyna                  |
| ---- | ------------------------ |
| 1.   | Amber Gorżdy 2           |
| 2.   | Lušis Volley Rosienie    |
| 3.   | Alytaus Ultra            |
| 4.   | Panevėžio agrochemija-SC |
| 5.   | Sostinės tauras          |
| 6.   | RIO Kowno                |